# Jean Fernandez Diaz
Jean Fernandez Diaz, detto anche John (Salonicco, 20 febbraio 1926 – Meina, 23 settembre 1943), è stato un ebreo di origine greca.

## Biografia
Figlio di Pierre Fernandez Diaz e Liliana Scialom, nacque a Salonicco il 20 febbraio 1926.
Ospite dell'Hotel Meina, fu arrestato il 15 settembre 1943 e ucciso nell'eccidio di Meina, uno dei nove episodi di cui si compone l'Olocausto del Lago Maggiore, risultandone una delle più giovani vittime. L'Olocausto del Lago Maggiore è la prima strage di ebrei in Italia e conta al 2020 57 vittime accertate.

## Riconoscimenti
Dal 2009 la scuola cittadina di Meina (NO) è intitolata a Jean, a sua sorella Blanchette e a suo fratello Robert, anch'essi morti nell'eccidio di Meina, per esplicità volontà di Becky Behar, sopravvissuta testimone della strage.